# Petsch Moser (Band)
Petsch Moser ist eine Indie-Rock-Band aus Niederösterreich, Österreich. Ihren außergewöhnlichen Namen hat die Gruppe vom Schweizer Buckelpistenskifahrer Petsch Moser, der – wie die Band stets beteuert – sein ausdrückliches Einverständnis zur Verwendung seines Namens gegeben hat. 2005 wurde die Band für den Amadeus Austrian Music Award nominiert. Mit ihrem Stück Argumente (lalalalalalalala) nahm die Band am Protestsongcontest-Vorfinale 2010 teil.

## Geschichte
Gegründet wurde Petsch Moser 1995 in Niederösterreich, die Band wechselte dann aber nach Wien, welches zu dieser Zeit der aufkeimenden Indie-Rock-Szene einen guten Boden bot. Einen nicht unwesentlichen Anteil daran hatte der in diesem Jahr gegründete österreichische Jugendsender FM4, auf welchem später zahlreiche Lieder der Gruppe zu hören waren.
Die Lieder sind zumeist in deutscher Sprache gehalten, einige ältere aber auch auf Englisch.
Nach dem Ausstieg von Andreas Remenyi 2006 gehen sie nun zu fünft mit Lukas Müller am Keyboard und Martin Knobloch am Bass auf Tour.

## Diskografie
- 1999: Bitte Sweet Me (Album, Lovelife Records)
- 2002: Von Städten und Bäumen (Album, Masterplan Records)
- 2004: Die Stellen (Album, Masterplan Records)
- 2004: Hinter Glas (Vinyl-Maxi-Single, Masterplan Records)
- 2005: A Night at the Flex (DVD)
- 2006: Reforma (Album, Wohnzimmer Records)
- 2010: Johnny (Album, Wohnzimmer Records)